# Плевен (Німеччина)
Плевен (нім. Plöwen) — громада в Німеччині, розташована в землі Мекленбург-Передня Померанія. Входить до складу району Передня Померанія-Грайфсвальд. Складова частина об'єднання громад Лекніц-Пенкун.
Площа — 15,2 км2. Населення становить 268 ос. (станом на 31 грудня 2020).

## Галерея

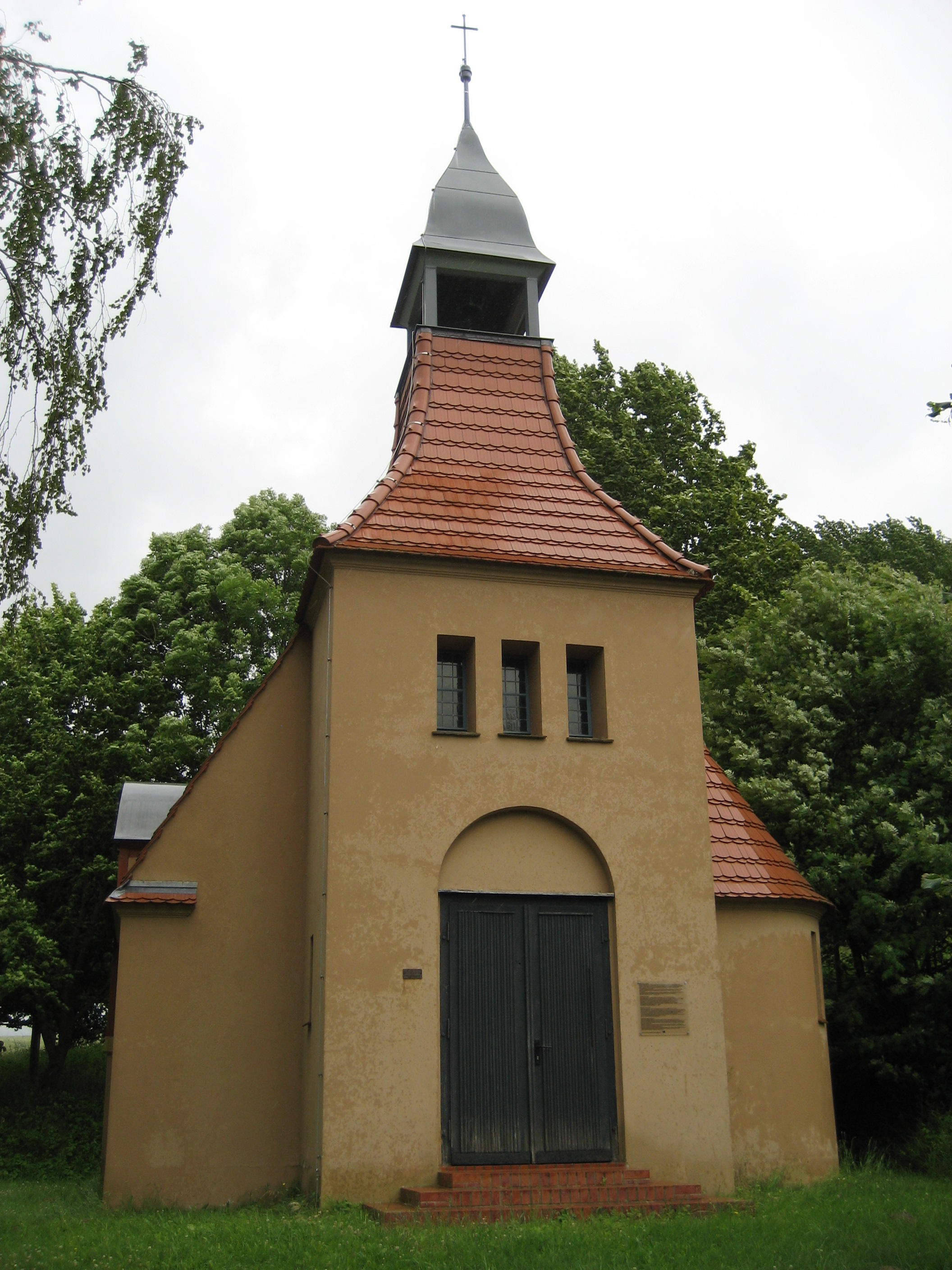